# رشد هوشمند

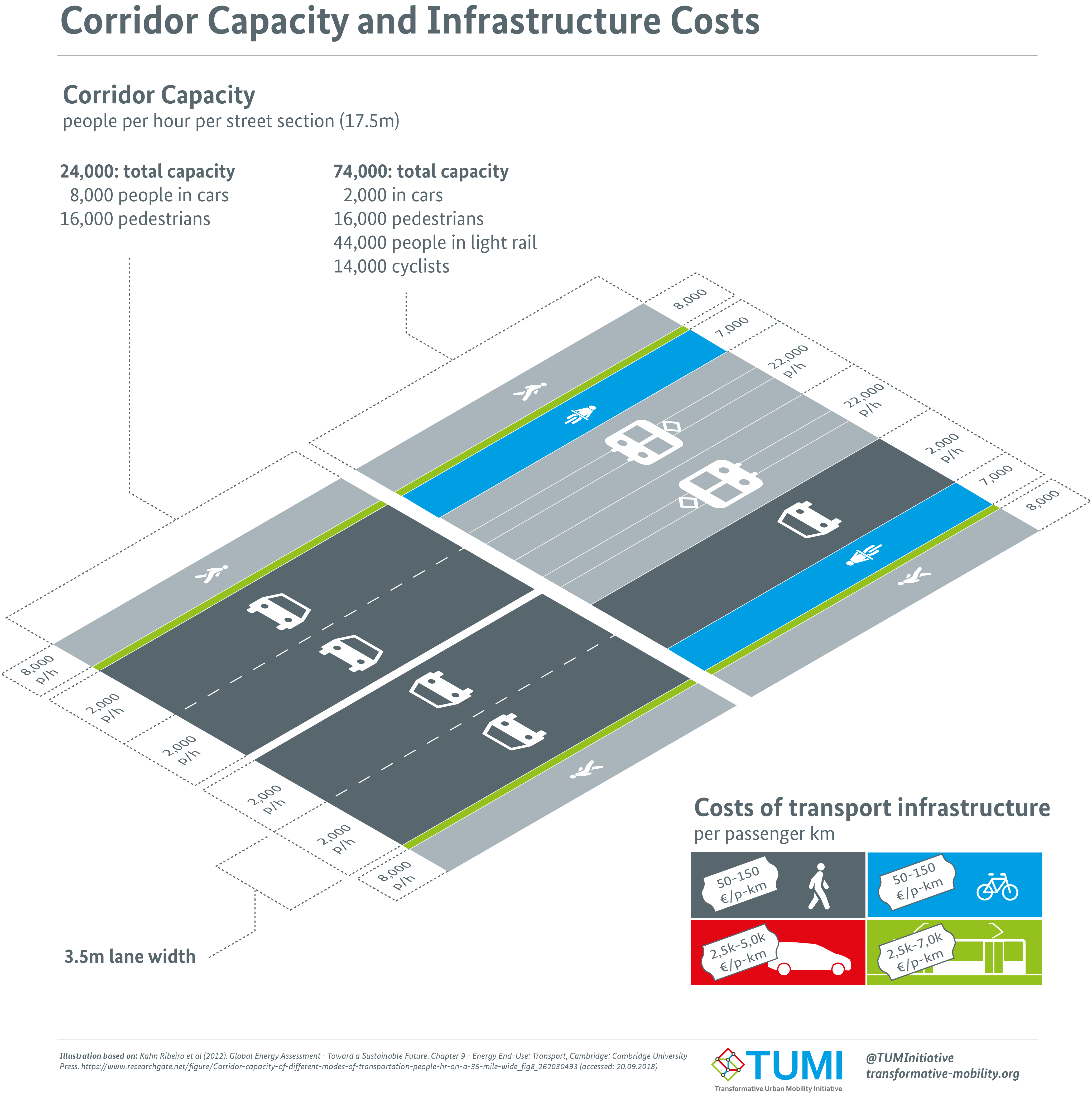

رشد هوشمند (به انگلیسی: Smart growth) یک تئوری در برنامه‌ریزی شهری و حمل و نقل است که هدف آن متمرکز کردن رشد و توسعه در یک ناحیه کوچک قابل پیاده‌روی برای جلوگیری از گسترش بی‌رویه شهر است. این تئوری همچنین حامی توسعه ترانزیت-محور، کاربری زمین فشرده، قابل پیاده‌روی و دوچرخه-دوست است که شامل مدرسه‌های نزدیک، خیابان کامل و توسعه کاربری-مختلط و انتخاب‌های متنوع در خرید خانه می‌شود.
از عبارت «رشد هوشمند» بیشتر در آمریکای شمالی استفاده می‌شود. در اروپا و به صورت خاصه در بریتانیا از عبارت «شهر فشرده» یا «متراکم سازی شهری» استفاده می‌شود.

## اصول پایه ای
۱۱ اصل پذیرفته شده وجود دارد که رشد هوشمند را تعریف می‌کند:
1. طیف وسیعی از فرصت‌های شغلی ایجاد کنید.
2. کاربری زمین را میکس کنید.
3. از طراحی‌های ساختمان جمع و جور بهره بگیرید.
4. محلات پیاده‌روی و طیف وسیعی از فرصت‌ها و گزینه‌های مسکن ایجاد کنید.
5. جوامع متمایز و جذاب را با حس و حال قوی تقویت کنید.
6. فضای آزاد، زمین‌های کشاورزی، زیبایی‌های طبیعی و مناطق بحرانی محیط زیست را حفظ کنید.
7. توسعه را به سمت جوامع موجود هدایت و تقویت کنید.
8. پیشاپیش انواع انتخاب حمل و نقل، زیرساخت‌های شهری و اجتماعی را بر اساس پیش‌بینی‌های جمعیت ارائه دهید.
9. تصمیمات توسعه را پایدار، قابل پیش‌بینی، منصفانه و مقرون به صرفه بگیرید.
10. جامعه و ذینفعان را در مشارکت تصمیمات توسعه ای تشویق کنید.
11. در تصمیم‌گیری مقرون به صرفه بودن هزینه‌ها را در نظر بگیرید.